# Kyle Weaver
Kyle Donovan Weaver (Beloit, Wisconsin, 18 de febrero de 1986) es un exjugador de baloncesto estadounidense. Mide 1,98 metros de altura y juega en la posición de base.

## Trayectoria deportiva

### Universidad
Jugó durante cuatro temporadas con los Cougars de la Universidad de Washington State. En su temporada de novato promedió 4,8 points y 3,2 rebotes por partido, jugando su mejor encuentro ante la Universidad de Washington, en el que anotó 15 puntos y capturó 8 rebotes, saliendo desde el banquillo.
Ya en su segunda temporada comenzó a mostrarse como un jugador versátil y completo, acabando el año con 8,6 puntos, 4,3 rebotes, 4,0 asistencias (quinto en la Pacific Ten Conference) y 1,4 robos de balón (octavo). Además fue el noveno mejor tirador de la liga, con un porcentaje de acierto del 48,3%. Fue el cuarto jugador de la historia de la universidad en conseguir al menos 100 rebotes y 100 asistencias en una misma temporada.
Su temporada júnior fue la de su confirmación, con unos números de 11,2 puntos, 5,6 rebotes, 4,6 asistencias, 1,2 tapones y 2,2 robos de balón, siendo el primer jugador de la historia de la Pac-10 en conseguir al menos 300 puntos, 125 rebotes, 125 asistencias, 50 robos y 35 tapones en una única temporada. Logró además el primer triple-doble de la historia de los Cougars, al conseguir 14 puntos, 13 rebotes y 10 asistencias ante Stanford, además de 6 robos de balón. A pesar de su gran actuación, su equipo perdió 68-71.
En su última temporada sus promedios se asemejaron a los de la temporada anterior, con 12,2 puntos, 5,3 rebotes, 4,3 asistencias y 1.7 robos por partido. Fue elegido en el mejor quinteto defensivo y en el segundo global de la Pac-10, siendo el primer jugador de la historia de la conferencia en conseguir, a lo largo de su carrera, 1000 puntos, 500 rebotes, 400 asistencias, 175 robos y 75 tapones. En total, sus promedios fueron de 9,6 puntos, 4,7 rebotes y 3,8 asistencias por partido.

#### Estadísticas
| Año     | Equipo           | PJ  | PT  | MPP  | %TC  | %3P  | %TL  | RPP | APP | ROB | TPP | PPP  |
| ------- | ---------------- | --- | --- | ---- | ---- | ---- | ---- | --- | --- | --- | --- | ---- |
| 2004–05 | Washington State | 25  | 10  | 19.6 | .387 | .091 | .551 | 3.2 | 2.0 | .6  | .4  | 4.8  |
| 2005–06 | Washington State | 27  | 25  | 29.7 | .483 | .276 | .688 | 4.3 | 4.0 | 1.4 | .7  | 8.6  |
| 2006–07 | Washington State | 34  | 33  | 33.9 | .487 | .237 | .770 | 5.6 | 4.6 | 2.2 | 1.2 | 11.2 |
| 2007–08 | Washington State | 35  | 35  | 33.1 | .463 | .364 | .733 | 5.3 | 4.3 | 1.7 | .7  | 12.2 |
| Total   | Total            | 121 | 103 | 29.8 | .464 | .277 | .716 | 4.7 | 3.8 | 1.6 | .8  | 9.6  |

### Profesional
Fue elegido en la trigesimoctava posición de la segunda ronda del Draft de la NBA de 2008 por Charlotte Bobcats. El 11 de agosto de ese año fueron traspasados sus derechos por los Bobcats a Oklahoma City a cambio de una futura ronda del draft. Disputó la Liga de Verano de Las Vegas con los Bobcats, y en 5 partidos promedió 6,2 puntos, 2,4 rebotes y 1,2 asistencias.
El 27 de agosto firmó por fin un contrato multianual con el equipo de Oklahoma.
[actualizar]

## Estadísticas de su carrera en la NBA

### Temporada regular
| Año     | Equipo        | PJ | PT | MPP  | %TC  | %3P  | %TL  | RPP | APP | ROB | TPP | PPP |
| ------- | ------------- | -- | -- | ---- | ---- | ---- | ---- | --- | --- | --- | --- | --- |
| 2008-09 | Oklahoma City | 56 | 19 | 20.8 | .459 | .344 | .707 | 2.4 | 1.8 | .8  | .4  | 5.3 |
| 2009-10 | Oklahoma City | 12 | 0  | 12.0 | .364 | .368 | .833 | 1.5 | .9  | .5  | .5  | 3.0 |
| 2010-11 | Utah          | 5  | 0  | 13.8 | .360 | .429 | .875 | 2.0 | 1.4 | .4  | .4  | 5.6 |
| Total   | Total         | 73 | 19 | 18.9 | .441 | .353 | .736 | 2.2 | 1.6 | .8  | .5  | 5.0 |

### Playoffs
| Año   | Equipo        | PJ | PT | MPP  | %TC  | %3P  | %TL  | RPP | APP | ROB | TPP | PPP |
| ----- | ------------- | -- | -- | ---- | ---- | ---- | ---- | --- | --- | --- | --- | --- |
| 2010  | Oklahoma City | 1  | 0  | 12.0 | .250 | .000 | .000 | 2.0 | 2.0 | .0  | .0  | 2.0 |
| Total | Total         | 1  | 0  | 12.0 | .250 | .000 | .000 | 2.0 | 2.0 | .0  | .0  | 2.0 |